# 古梅園
株式会社古梅園（こばいえん）は、日本の文具メーカー。創業1577年、日本最古の製墨業の会社である。店舗など複数の建築が登録有形文化財に登録されている。

## 歴史
江戸時代に代々の当主は和泉掾を名乗った。
6代目当主の松井元泰（1689年 - 1743年）は享保13年（1728年）、松尾芭蕉の『おくのほそ道』の旅の39年後に、奥羽名勝探訪の旅に出かけた。当時つぼのいしぶみと信じられていた多賀城碑を訪ねた元泰は、仙台で紙を商っていた頓宮仲左衛門、塩竈の菓子屋越後屋喜三郎と協力して、砂押川にかかる市川橋のたもと、塩竈街道から分かれる道に「つほのいしふみ　是より二丁四十間　すくみちあり」と記した石の道標を立てた。やや位置を変えて現存する。

将軍 徳川吉宗が輸入し日本中を行脚させた象の亡骸の皮から膠を取り墨を作るよう命じられ、現在も当時の象の鼻の皮を所蔵している。

## 取扱い商品
- 紅花墨
- 漆墨
- 極上油煙墨
- 松煙墨
- 青墨